# Josef Budenz

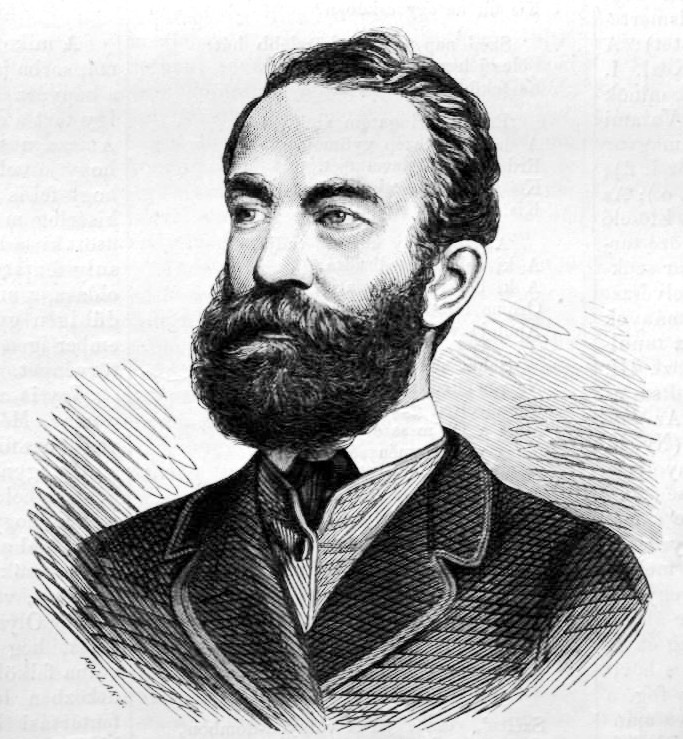
Josef Budenz.

Josef Budenz, född 13 juni 1836 och död 15 april 1892, var en tysk språkforskare.
Budenz blev 1872 professor i altaisk jämförande språkvetenskap i Budapest. Budenz utvecklade ett alsterrikt och delvis banbrytande författarskap. Han har bland annat författat en finsk grammatik (2:a upplagan 1880), en jämförande ordbok över magyarisk-ugriskan (1873-1881), en mordvinsk grammatik och Über die Verzweigung der ugrischen Sprachen (1879). Jämte Matthias Alexander Castrén är han den finsk-ugriska språkforskningens grundläggare.